# E-Cycling-Weltmeisterschaften 2022
Die E-Cycling-Weltmeisterschaften 2022 wurden am 26. Februar vom Radsport-Weltverband UCI in Zusammenarbeit mit Zwift ausgetragen.

## Ablauf
Nach der Erstaustragung der WM im Dezember 2020 gab die UCI erst im Oktober 2021 Details über eine zweite Austragung bekannt. Die Wettkämpfe fanden wiederum via Internet statt, so dass Fahrer vor dem Hintergrund der noch immer grassierenden Corona-Pandemie von zu Hause aus daran teilnehmen konnten.
Die Qualifikation war zweigeteilt: Ende November 2021 wurden bei Männern wie Frauen bei jedem von fünf kontinentalen Qualifikationsrennen fünf Startplätze vergeben. Dieser Weg stand prinzipiell allen Zwift-Teilnehmern offen, sofern sie bestimmte Ergebnisse bei Zwift-Rennserien vorzuweisen hatten. Drei Viertel der jeweils 100 Startplätze bei Männern und Frauen vergab die UCI nach einem nicht detailliert erläuterten Schlüssel an die nationalen Verbände, die dafür die Fahrer benannten.
Eine Kontroverse gab es um Julia Schallau, die vom Bund Deutscher Radfahrer (BDR) nominiert worden war. Schallau war im Januar 2022 von Zwift gesperrt worden, da man ihre Leistung und deren Steigung in den vorangegangenen Monaten für zu hoch hielt; sie habe diese bei einem daraufhin verlangten Test nicht bestätigen können. Der BDR stellte sich auf Schallaus Seite und bekräftigte, dass sie ihre Leistungen bei einem von seinen Trainern beaufsichtigten Test unter Beweis gestellt habe. Der Protest des BDR blieb erfolglos. In diesem Zusammenhang wurde von Beobachtern die Glaubwürdigkeit der Sportart in Frage gestellt, da die Entscheidung über Sperren allein beim Wirtschaftsunternehmen Zwift liege, während sich der Weltverband mangels eigenem Know-how heraushalte.
Virtuelle Wettkampfstrecke war ein „New York“ genannter und auf dem dortigen Central Park basierender Kurs, der 54,9 Kilometern und 944 Höhenmetern entsprach. Es siegten Loes Adegeest bei den Frauen und Jay Vine bei den Männern. Vine hatte 2020 in der Zwift Academy gewonnen und dadurch einen Vertrag beim Team Alpecin-Fenix im Straßenradsport gewonnen. Die Titelverteidiger Ashleigh Moolman-Pasio und Jason Osborne kamen auf den vierten bzw. dritten Platz.

## Ergebnisse

### Frauen
| Platz | Name                   | Land | Zeit       |
| ----- | ---------------------- | ---- | ---------- |
| 1     | Loes Adegeest          | NED  | 1:23:19 h  |
| 2     | Cecilia Hansen         | SWE  | + 0:01 min |
| 3     | Zoe Langham            | GBR  | + 0:01 min |
| 4     | Ashleigh Moolman-Pasio | RSA  | + 0:10 min |
| 5     | Liz Van Houweling      | USA  | + 0:13 min |
| 6     | Mary Wilkinson         | GBR  | + 0:16 min |
| 7     | Emma Belforth          | SWE  | + 0:16 min |
| 8     | Courtney Nelson        | USA  | + 0:16 min |
| 9     | Jacquie Godbe          | USA  | + 0:17 min |
| 10    | Caroline Bohé          | DEN  | + 0:17 min |

Weitere Platzierungen:
 Melanie Maurer (14.)
 Ricarda Bauernfeind (15.), Merle Brunnée (25.), Hannah Ludwig (56.), Pia Kummer (60.)

### Männer
| Platz | Name              | Land | Zeit       |
| ----- | ----------------- | ---- | ---------- |
| 1     | Jay Vine          | AUS  | 1:15:41 h  |
| 2     | Freddy Ovett      | AUS  | + 0:00 min |
| 3     | Jason Osborne     | GER  | + 0:01 min |
| 4     | Benjamin Hill     | AUS  | + 0:01 min |
| 5     | Lionel Vujasin    | BEL  | + 0:01 min |
| 6     | Oskar Hvid        | DEN  | + 0:02 min |
| 7     | Rainer Kepplinger | AUT  | + 0:03 min |
| 8     | Tom Thrall        | CAN  | + 0:04 min |
| 9     | Niki Hug          | SUI  | + 0:07 min |
| 10    | Haavard Gjeldnes  | NOR  | + 0:08 min |

Weitere Platzierungen:
 Christoph Thiem (23.), Jonas Rapp (30.), Martin Maertens (40.), Jan Emmerich (56.)